# جورج کلینتون (معاون رئیس‌جمهور)
جورج کلینتون (انگلیسی: George Clinton؛ ۲۶ ژوئیه ۱۷۳۹ – ۲۰ آوریل ۱۸۱۲) یک سرباز و سیاستمدار اهل آمریکا و به عنوان یکی از پدران بنیانگذار ایالات متحده است. او فرماندار نیویورک از سال ۱۷۷۷ تا ۱۷۹۵ و دوباره از سال ۱۸۰۱ تا سال ۱۸۰۴ بود و سپس به عنوان چهارمین معاون رئیس جمهور ایالات متحده از سال ۱۸۰۵ تا سال ۱۸۱۲ تحت ریاست جمهوری توماس جفرسون و جیمز مدیسون خدمت کرد. او و جان سی. کلهون تنها کسانی هستند که به عنوان معاون رئیس جمهور برای دو رئیس جمهور خدمت کرده‌اند.